# Kinematografia białoruska
Kinematografia białoruska – ogół produkcji i dystrybucji filmowej na terenie Białorusi, przez którą rozumiane są: w latach 1922–1991 terytorium Białoruskiej Socjalistycznej Republiki Radzieckiej, od 1991 – państwo.
Kinematografia białoruska, początkowo jako część kinematografii Związku Radzieckiego, zaczęła produkować filmy poświęcone pamięci narodowej od połowy lat 20. XX wieku. Kino białoruskie od początku swego istnienia w ramach wytwórni Biełgoskino było silnie zideologizowane, a jego narodowa tożsamość ukształtowała się głównie w wyniku traumatycznych wydarzeń II wojny światowej. Odwilż w Związku Radzieckim w wyniku śmierci Józefa Stalina spowodowała, że białoruscy reżyserzy tacy jak Wiktor Turow, Riczard Wiktorow, Boris Stiepanow i Walentin Winogradow zyskali możliwość ukazywania działań białoruskiej partyzantki w trakcie II wojny światowej, jednak podkreślany przez nich tragizm przeżyć wojennych po dojściu do władzy w ZSRR Leonida Breżniewa był mniej akceptowalny. Od lat 70. na znaczeniu zyskały koprodukcje ukazujące ponadnarodową współpracę radzieckiej partyzantki na terenie Białorusi, a ów trend utrzymał się do momentu wyświetlenia w kinach przełomowego filmu wojennego Idź i patrz (1984) Elema Klimowa, zwiastującego epokę głasnosti i rozpad Związku Radzieckiego. Gdy Białoruś ogłosiła niepodległość w 1991, a w ciągu kilku kolejnych lat kraj pod rządami Alaksandra Łukaszenki zmienił się w dyktaturę, renomę za granicą zdobyła twórczość dokumentalisty Wiktara Daszuka, który poddawał gwałtownej krytyce uzurpację władzy przez Łukaszenkę.

## Początki kinematografii w Białoruskiej SRR (1924–1941)
Oficjalnie początki kinematografii na terenie Białoruskiej SRR można datować dopiero na 1924, kiedy utworzony został lokalny organ umożliwiający dystrybucję i produkcję filmową w tej republice, tzn. Biełgoskino. Produkcja początkowo obejmowała filmy dokumentalne i kroniki o charakterze propagandowym (agitki), podczas wyświetlania których widzowie mogli obejrzeć relacje z zebrań Komunistycznej Partii Białorusi, parad Armii Czerwonej, otwarcia nowych fabryk tudzież teatrów. W 1927 Biełgoskino wyprodukowało swój pierwszy film animowany, Oktiabr’ i burżuaznyj mir (Październik i burżuazyjny pokój, 1927). W istocie jednak w kinach Białoruskiej SRR wyświetlano przede wszystkim filmy wyprodukowane w Moskwie tudzież z innych republik należących do ZSRR. Pierwszym białoruskim filmem fabularnym była Prostitutka (Prostytutka, 1926) Olega Frielicha, podejmująca jeden z bardziej drażliwych tematów w oficjalnym radzieckim dyskursie. Prostitutka cieszyła się olbrzymim powodzeniem pomimo swej niskiej jakości artystycznej.
W tym samym roku Jurij Taricz stworzył Lesnaja byl (Leśne drzewo, 1926), propagandowy film o dzielnych białoruskich partyzantach stawiających czoła polskim najeźdźcom w trakcie wojny domowej w Rosji. Lesnaja byl zapoczątkowała serię filmów poświęconych radzieckim i białoruskim bohaterom narodowym, wśród których można wymienić Kastusia Kalinowskiego (1928) Władimira Gardina o tytułowym bohaterze narodowym z okresu powstania antycarskiego w 1863, 11 lipca (1938) Taricza o wyzwoleniu Mińska z rąk Polaków podczas wojny polsko-bolszewickiej, Dważdy rożdionnyj (Urodził się dwa razy, 1929) Eduarda Arszanskіego o chłopie próbującym zacząć życie na nowo po wyjściu z więzienia, Iskatieli sczastja (Poszukiwacze szczęścia, 1936) Korsza o losach żydowskich emigrantów; ponadto w latach 30. XX wieku sporą uwagę przywiązywano do adaptacji dzieł literackich, takich jak Car Szaleniec (1934) Aleksandra Fajncymmera na podstawie opowiadania Jurija Tynianowa oraz Sołowiej (Słowik, 1937) Arszanskiego według Zmіtroka Biaduli. Pierwszym białoruskim filmem przeznaczonym dla dzieci była Chromonożka (1930) Aleksandra Gawronskiego, Olgi Ulіckiej oraz Jurija Winokurowa o dziewczynce, która drogą reedukacji pomaga ojcu porzucić nałóg alkoholowy.

## Kino Białoruskiej SRR po II wojnie światowej (1945–1991)

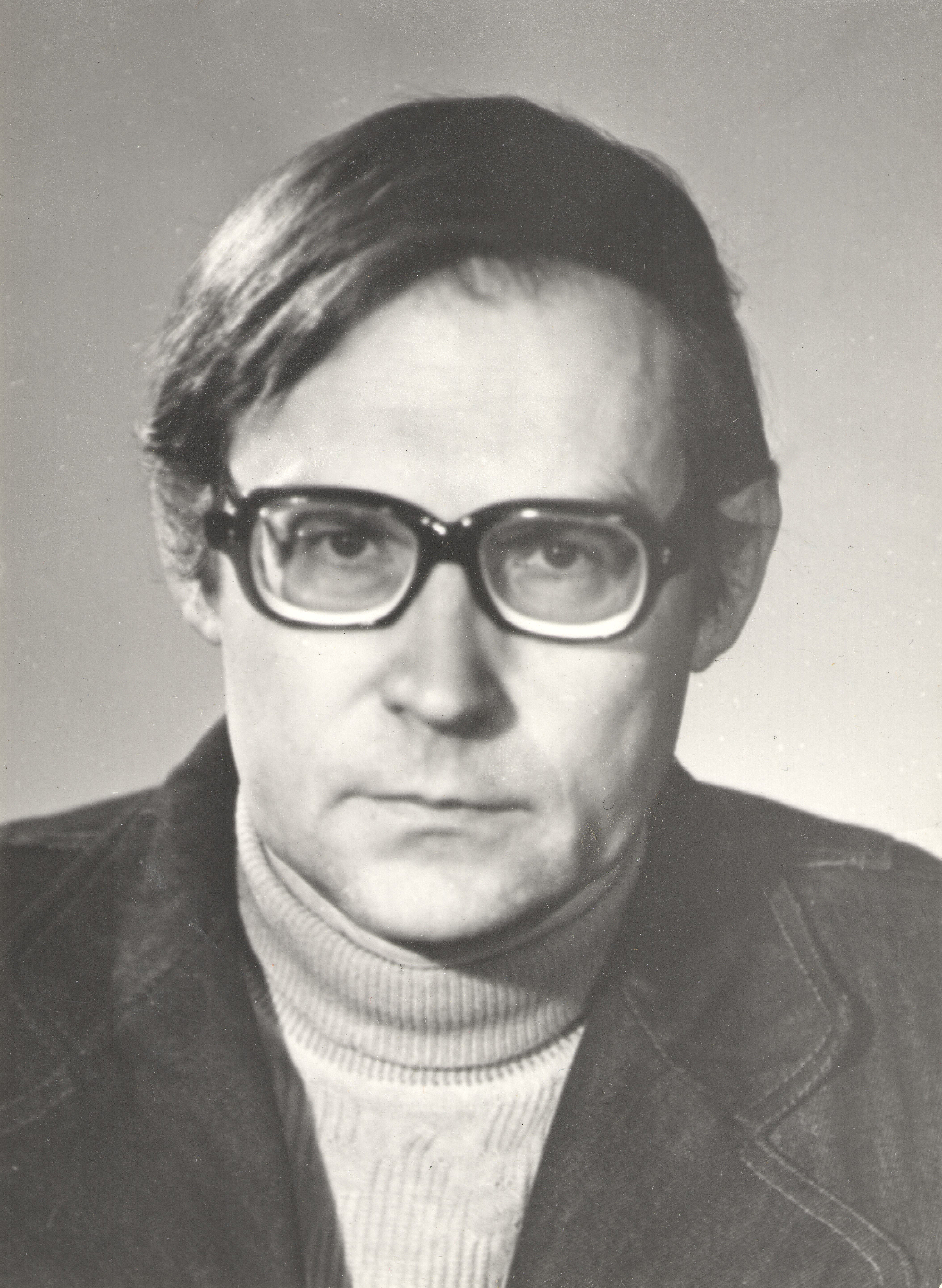
Riczard Wiktorow, jeden z białoruskich reżyserów okresu Białoruskiej SRR

Po nazistowskiej agresji na Związek Radziecki i zajęciu terytorium Białoruskiej SRR produkcja filmowa w tejże republice była niemożliwa. Dopiero gdy ZSRR odzyskał utracone tereny w 1944, możliwa była odbudowa białoruskiej kinematografii. Jak pisał Dangiras Mačiulis, „w kulturze pamięci sowieckiej Białorusi wojna zostawiła jednak głęboki ślad. Z jednej strony oznaczała straty i ofiary, z drugiej – wystąpiło zjawisko masowego sprzeciwu wobec okupanta”. W 1949 na terenie Białoruskiej SRR wyprodukowano pierwszy film fabularny o II wojnie światowej, Konstantina Zasłonowa (1949) Władimira Korsza-Sablina i Aleksandra Fajncymmera, o tytułowym przywódcy partyzantów w Orszy. O dopuszczeniu filmu do realizacji zadecydowała sugestia, iż bohater działał pod kierownictwem podziemnej partyjnej organizacji komunistycznej.
Po śmierci Józefa Stalina w 1953 i późniejszej odwilży politycznej w kinie białoruskim dominować zaczęły ekranizacje dzieł literackich kombatanta Wasila Bykaua, reprezentujących tzw. prozę lejtenantów, która bezpardonowo ukazywała traumatyczną pamięć o niszczycielskich wydarzeniach wojennych. W 1963 ukazała się Trzecia rakieta Riczarda Wiktorowa na podstawie opowiadania Bykaua, odebrana przez krytyków przychylnie pomimo wysuwanych gdzieniegdzie zarzutów „przejawów remarkizmu” pod adresem reżysera. Sukces Trzeciej rakiety skutkował pojawieniem się kolejnych utworów na podstawie prozy Bykaua: Alpejskiej ballady (1965) Borisa Stiepanowa, Pułapki (1966) Leonida Martyniuka i innych. Najdalej w ukazaniu „prawdy okopów” poszedł Walentin Winogradow w swoim Wschodnim Korytarzu (1966), dramacie psychologicznym o sowieckim podziemiu, które od wewnątrz niszczą wzajemne oskarżenia o zdradę. Wschodni Korytarz zbulwersował krytyków i publiczność, gdyż podważał dotychczasową kanoniczną opowieść o bohaterskiej walce ludu.
Gdy odpowiedzialny za odwilż w ZSRR Nikita Chruszczow został zmuszony do oddania władzy Leonidowi Breżniewowi, w kinie białoruskim zapanował zastój powodowany niemożnością ukazywania pełnej prawdy o wydarzeniach II wojny światowej. Znakiem zastoju politycznego stały się takie filmy, jak Rodem z dzieciństwa (1966) Wiktora Turowa, którego fragment podkreślał tradycję Dnia Zwycięstwa. Jednakże twórca filmu – którego ojciec został w trakcie wojny rozstrzelany przez Niemców jako partyzant – mimo to podzielił się z widzami swoim traumatycznym doświadczeniem wojennym. W filmie Iwan Makarowicz (1968) Igora Dobrolubowa tragiczne wydarzenia wojenne ukazano oczyma dzieci, a Wojna pod dachami (1967) Turowa przedstawiała też przeżycia kobiet podczas II wojny światowej.
W latach 70. XX wieku podkreśleniu w kinie sowieckim ulegała międzynarodowa współpraca w walce przeciwko nazizmowi i ów trend dotyczył również kina białoruskiego. Jutro będzie za późno... (1972) Aleksandra Karpowa opowiadał historię oficera słowackiego Jána Nálepki, który dołączył do białoruskich partyzantów po ucieczce z kolaboranckiego pułku słowackiego. Ów film dobrze przyjęła zarówno władza Związku Radzieckiego, jak i Czechosłowacji. Z perspektywy kina dokumentalnego Ruiny strzelają... (1970–1972) i Płomień (1974) Witalija Czetwierikowa oraz Czas wybrał nas (1976–1978) Michaiła Ptaszuka umacniały oficjalny przekaz o ponadnarodowym ruchu oporu przeciwko nazizmowi. Synowie idą do boju (1971) Turowa, pełna rozmachu opowieść o członkach białoruskiej rodziny – matce i jej synach – była pozbawiona takiej heroicznej narracji, toteż spotkała się z krytyką.
Filmy o wojnie po 1975 – trzydziestoleciu Dnia Zwycięstwa – stały się „tematem magistralnym” białoruskiej kinematografii, jak stwierdzono podczas okrągłego stołu zorganizowanego w 1978 roku w Mińsku przez sekretariat Związku Kinematograficznego Związku Radzieckiego. Mit zwycięstwa utrwalał legitymizację rządów weteranów wojennych oraz frontowców, którzy starali się nieustannie mobilizować społeczeństwo, przede wszystkim młodzież białoruską. Reputację weterana wojennego jako „człowieka z zasadami” promowano w takich filmach białoruskich, jak Spotkanie pod koniec zimy (1978) Iosifa Szulmana, Sprawdzianie z zawodu (1981) Borisa Szadurskiego, Nieznana piosenka (1983) Anatolija Kudriawcewa, Ogród (1983) Witalija Czetwierikowa oraz Radunica (1984) Jurija Maruchina. W międzyczasie od lat 70. XX wieku na terenie Białorusi coraz częściej powstawały również filmy, których tematyka wykraczała poza II wojnę światową. Do ich przykładów można zaliczyć przeznaczone dla dzieci Przygody Buratina (1975) i O Czerwonym Kapturku (1977) Leonida Nieczajewa, a także powszechnie lubiany w Związku Radzieckim film Białe róże (1983) Igora Dobrolubowa.
Przełomem w białoruskiej kinematografii stał się jednak przede wszystkim powstały po siedmioletniej walce z cenzurą film Idź i patrz (1985) Elema Klimowa. Choć film koncentrował się na tematach wyeksploatowanych przez kinematografię Białoruskiej SRR – walki partyzanckiej oraz odwecie za spaloną przez nazistów wieś Chatyń – w okresie powstania szokował naturalistycznymi scenami przemocy. Publikacja filmu zbiegła się w czasie z wprowadzaną przez nowego przywódcę ZSRR, Michaiła Gorbaczowa, polityką głasnosti. Postępująca krytyka systemu komunistycznego w krajach bloku sowieckiego udzielała się na przykładzie filmu dokumentalnego Codzienności niepokojącej strefy (1987) Wadima Sukmanowa, ukazującego konsekwencje awarii elektrowni atomowej w Czarnobylu. Tematykę Czarnobyla podjął również Wiktar Daszuk w dokumencie Pejzaż po bitwie (1989), poświęconym mieszkańcom wsi białoruskich, którzy nie chcieli opuścić swojego miejsca zamieszkania, sam fakt przymusowej migracji traktując jako tragedię. Daszuk w 1990 nakręcił również trzyczęściową Sprawę Witebska, której tematem było aresztowanie i skazanie czternastu niewinnych ludzi podejrzanych o morderstwo trzydziestu siedmiu kobiet przez niewykrytego maniaka seksualnego. Tylko pierwsza część tryptyku ujrzała światło dzienne, natomiast dwie pozostałe nigdy nie miały premiery w kinach.

## Kino niepodległej Białorusi (po 1991)
Po 1991, kiedy Białoruś ogłosiła niepodległość, to właśnie Daszuk stał się najbardziej znaną osobistością białoruskiego dokumentu, nawet pomimo narastającego konfliktu z władzą w osobie Alaksandra Łukaszenki. Łukaszenka przejął stery nad Białorusią w 1995, uzurpując sobie coraz większą władzę i zmieniając z początku demokratyczny kraj w dyktaturę. Daszuk śledził ów proces w filmach dokumentalnych takich jak Między szatanem a Bogiem (1997), Noc długich noży (1999) oraz Relacja z klatki z królikami (2001). Zwłaszcza druga część tej swoistej trylogii, w której Daszuk śledził wydarzenia z 1996–1997 i zduszenie przez Łukaszenkę protestów społecznych, znalazła się na liście filmów zakazanych przez władzę. Jednakże również Relacja z klatki z królikami ukazywała, jak Łukaszenka doprowadzał do morderstwa niewygodnych dlań osób takich Wasil Lawonau, Wasil Starawojtau oraz Michaił Czyhir. Także kolejne dokumenty Daszuka: Dekameron po białorusku (2003), Temida jako pani rozwiązłości (2008), Królowa zdechłych myszy (2009), stanowiły bezpardonową krytykę autokratycznych rządów Łukaszenki.
W międzyczasie wszelako utrwalana była oficjalna narracja na temat przeszłości bądź też teraźniejszości Białorusi. Białoruska kinematografia po 2000 roku produkowała albo propagandowe filmy wojenne (Macie zadanie, 2004; Granice na Dnieprze, 2005), albo kino gatunkowe starannie ukrywające elementy ideologiczne, na przykład komedię familijną Na plecach czarnego kota (2008) tudzież melodramat Na rozdrożu (2011). Na obrzeżach oficjalnego kina sytuował się horror Masakra (2010) Andrieja Kudinienki, ironicznie podchodzący do dotychczasowych klisz białoruskiego kina (szczególnie z okresu sowieckiego). Niekiedy za białoruskiego reżysera uznawany jest Siergiej Łoznica, który choć mieszkał okresowo na Ukrainie i ostatecznie wyemigrował do Niemiec, nieustannie poruszał motywy bliskie Białorusi, na przykład dotyczące rzeczywistości postsowieckiej (Szczęście moje, 2010) tudzież traum historycznych kraju (We mgle, 2012).